# Lucas Lima (futebolista)
Lucas Rafael Araújo Lima (Marília, 9 de julho de 1990) é um futebolista brasileiro que atua como meio-campista. Atualmente joga no Sport.

## Carreira

### Início
Nascido em Marília, estado de São Paulo, Lucas Lima terminou sua formação no Inter de Limeira, juntando-se as divisões de base em 2009, após ter passado por Rio Preto e América-SP.
Fez sua estreia no dia 16 de maio de 2010, numa vitória por 2–1 em casa contra o Brasilis. Ele marcou seu primeiro gol no dia 30 de maio, na vitória fora de casa por 3–0 contra o Palmeirinha.

### Internacional
Dois anos depois, em julho de 2012, Lucas Lima ingressou no Internacional, sendo inicialmente designado para a equipe Sub-23. Depois de ser promovido para o time principal, estreou no Colorado no dia 15 de julho, começando como titular no empate em casa em 0–0 contra o Santos.
No dia 5 de março de 2013, foi emprestado ao Sport até o final da temporada.

### Sport
Chegou ao Sport como parte de um acordo firmado entre os clubes no inicio do ano. O Sport estava com o atacante Gilberto, que pertencia ao Inter, mas teve o seu retorno solicitado antes do término do contrato; assim, a direção colorada aceitou emprestar Lucas Lima ao time pernambucano como compensação. O meia disputou pela primeira vez uma competição internacional, atuando pelo Leão na Copa Sul-Americana. Ao lado do lateral-direito Patric e do atacante Marcos Aurélio, Lucas Lima foi um dos principais responsáveis pela retorno do time à primeira divisão, sendo apontado como um dos melhores meias da Série B. Com isso, ganhou visibilidade nacional e despertou o interesse de clubes como o Santos.

### Santos

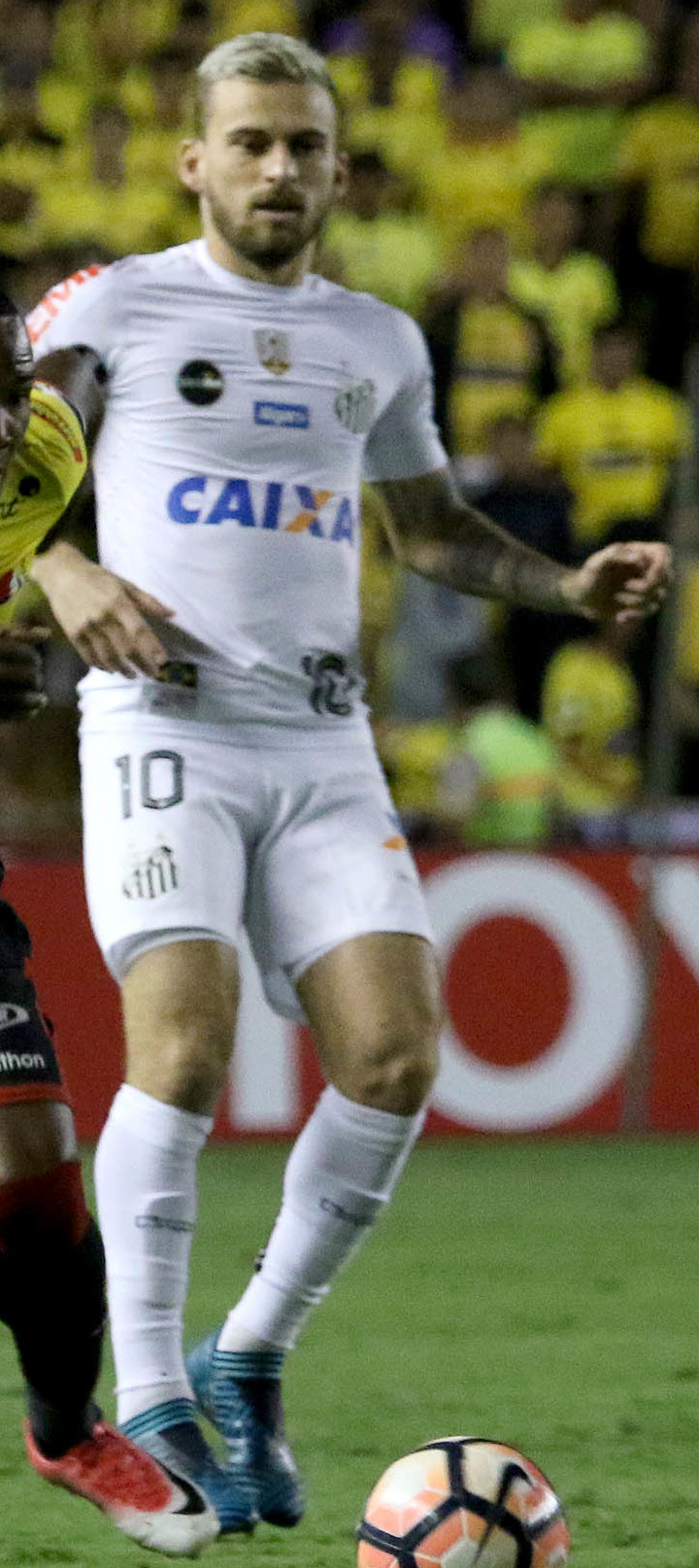
Lucas Lima pelo Santos em 2017

Sondado pelo fundo de investimentos Doyen Sports, o meio-campista foi negociado com o Santos, assinando com o clube paulista em janeiro de 2014. Lucas Lima teve 80% dos direitos adquiridos por 5 milhões de reais, com auxílio do fundo de investimentos Doyen Sports. O meia estreou contra o Bragantino, pela 11ª rodada do Campeonato Paulista; nesse jogo entrou no lugar de Geuvânio já no meio do segundo tempo, aos 77' fez boa jogada pela esquerda e cruzou para Leandro Damião marcar o quinto gol da equipe praiana. Com a saída de Cícero, conquistou a titularidade no decorrer do Campeonato Brasileiro de 2014. Mantendo boas atuações, tornou-se um dos destaques da equipe.
Em maio de 2015 conquistou o Campeonato Paulista, mantendo sua regularidade e boas atuações e inclusive estando na seleção do campeonato. Na final, Lucas Lima cobrou o último pênalti que deu o título ao Santos sobre o Palmeiras, em jogo realizado na Vila Belmiro.
Em 21 de novembro de 2017, após comunicar que não iria renovar seu contrato com o Santos, o meia foi afastado do restante da temporada. O contrato terminou no dia 31 de dezembro.

### Palmeiras
Foi anunciado oficialmente pelo Palmeiras no dia 30 de novembro de 2017, assinando por cinco temporadas com o clube alviverde.

#### 2018

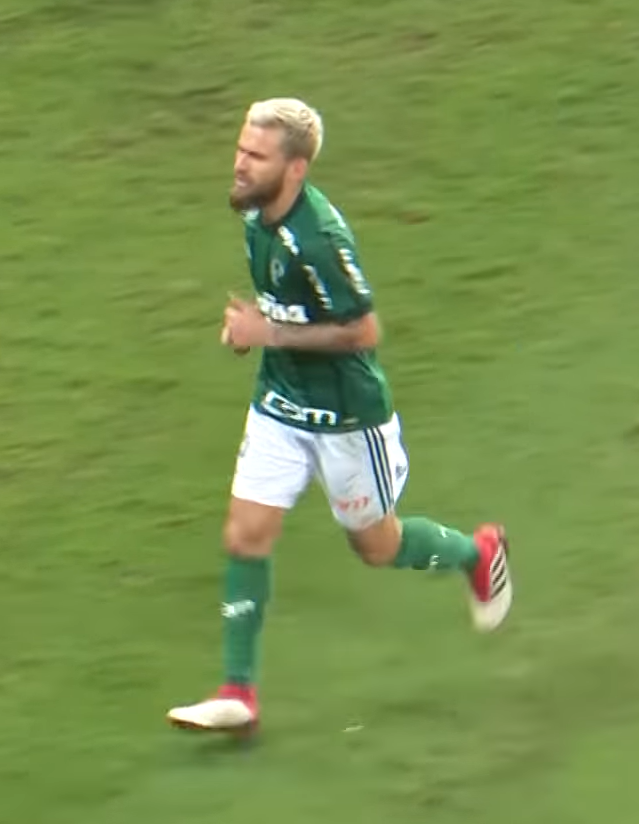
Lucas Lima pelo Palmeiras em 2018

Realizou sua estreia no dia 18 de janeiro, na primeira rodada do Campeonato Paulista, numa vitória por 3–1 sobre o Santo André, onde marcou seu primeiro gol e ainda deu uma assistência para Keno.
Em abril do mesmo ano, Lucas Lima fez o segundo gol da histórica vitória do Palmeiras por 2–0 sobre o Boca Juniors pela Libertadores, no La Bombonera. Foi a primeira vez que o time palestrino venceu os Xeneizes no estádio.
Jogando pelo Campeonato Brasileiro, foi um dos jogadores com mais jogos pelo Palmeiras. Foi o autor dos dois gols da vitória palmeirense sobre o Botafogo, no Allianz Parque, pela 20ª rodada.
2018 foi a melhor temporada de Lucas Lima em números pelo Palmeiras, com 60 jogos, sete gols marcados e dez assistências distribuídas.

#### 2019
Sem conseguir se firmar e ser titular nesse ano, Lucas Lima teve altos e baixos, alternando jogos como titular ou como opção no banco de reservas. O meia terminou 2019 com 43 jogos, um gol e quatro assistências.

#### 2020
Já em 2020, mesmo tendo apresentado uma queda de rendimento, o jogador entrou em campo 54 vezes, marcou dois gols e deu quatro assistências.

#### 2021
2021 foi a temporada derradeira de Lucas Lima no Palmeiras, com oito jogos, dois gols e uma assistência. Lucas Lima encerrou sua passagem pelo Palestra com 165 jogos e marcou 12 gols. Ele participou das conquistas do Brasileirão de 2018, além do Paulistão, da Copa do Brasil e da Libertadores de 2020. Porém, nunca sendo o protagonista que se esperava.

### Fortaleza
Em 25 de agosto de 2021, o Fortaleza encaminhou a contratação de Lucas Lima por empréstimo até o final da temporada. Fez sua estreia pelo Leão do Pici em 31 de agosto, no empate de 0–0 com o Cuiabá na 18ª rodada do Campeonato Brasileiro, entrando no lugar de Éderson no segundo tempo.
Em janeiro de 2022, Palmeiras e Fortaleza acertaram um novo empréstimo de Lucas Lima, novamente até o final da temporada, que era quando encerraria seu vínculo com o alviverde.
Lucas deixou o Tricolor ao fim do ano, onde disputou 68 partidas, sendo 49 como titular, fez um gol e deu cinco assistências.

### Retorno ao Santos
No dia 7 de fevereiro de 2023, Lucas Lima, por meio de vídeo nas suas redes sociais, com direito a pedido de desculpas à torcida, anunciou o seu retorno ao Santos, onde atuou entre 2014 e 2017. O meia assinou um vínculo por produtividade, com a duração de três meses. O contrato prevê uma extensão automática em caso de cumprimento de metas, e os salários giram em torno de 100 mil reais, podendo chegar à casa de 250 a 300 mil mensais. Lucas Lima reestreou pelo Peixe no dia 16 de fevereiro, no empate em 1–1 contra o Santo André, em jogo válido pelo Campeonato Paulista. Já na partida seguinte, no dia 19 de fevereiro, o meia foi um dos destaques do time e deu duas assistências na goleada por 4–0 contra a Portuguesa. Voltou a balançar as redes pelo Santos no dia 11 de abril, na vitória fora de casa por 2–0 contra o Botafogo-SP, válida pela Copa do Brasil.

### Retorno ao Sport
Sem espaço no Santos, onde chegou a ser afastado e passou a treinar em separado, Lucas Lima acertou seu retorno ao Sport no dia 1 de fevereiro de 2024, assinando contrato até o final do ano. Sendo o principal jogador do time na temporada, o meio-campista foi um dos destaques da Série B, onde marcou quatro gols e deu 10 assistências em 35 jogos. Teve grande atuação na 38ª rodada, em plena Ilha do Retiro, onde marcou os dois gols do Leão na vitória por 2–1 contra seu ex-clube, o Santos, fazendo assim com que o Sport conquistasse o acesso para a Série A de 2025.

## Estatísticas
Atualizadas até 29 de janeiro de 2025

### Clubes
| Clube             | Temporada         | Campeonato nacional | Campeonato nacional | Campeonato nacional | Copa nacional[a] | Copa nacional[a] | Copa nacional[a] | Competições continentais[b] | Competições continentais[b] | Competições continentais[b] | Outros torneios[c] | Outros torneios[c] | Outros torneios[c] | Total | Total | Total   |
| Clube             | Temporada         | Jogos               | Gols                | Assist.             | Jogos            | Gols             | Assist.          | Jogos                       | Gols                        | Assist.                     | Jogos              | Gols               | Assist.            | Jogos | Gols  | Assist. |
| ----------------- | ----------------- | ------------------- | ------------------- | ------------------- | ---------------- | ---------------- | ---------------- | --------------------------- | --------------------------- | --------------------------- | ------------------ | ------------------ | ------------------ | ----- | ----- | ------- |
| Inter de Limeira  | 2010              | —                   | —                   | —                   | —                | —                | —                | —                           | —                           | —                           | 30                 | 6                  | 0                  | 30    | 6     | 0       |
| Inter de Limeira  | 2011              | —                   | —                   | —                   | —                | —                | —                | —                           | —                           | —                           | 22                 | 3                  | 0                  | 22    | 3     | 0       |
| Inter de Limeira  | 2012              | —                   | —                   | —                   | —                | —                | —                | —                           | —                           | —                           | 23                 | 1                  | 0                  | 23    | 1     | 0       |
| Inter de Limeira  | Total             | 0                   | 0                   | 0                   | 0                | 0                | 0                | 0                           | 0                           | 0                           | 75                 | 10                 | 0                  | 75    | 10    | 0       |
| Internacional     | 2012              | 14                  | 0                   | 0                   | —                | —                | —                | —                           | —                           | —                           | —                  | —                  | —                  | 14    | 0     | 0       |
| Internacional     | 2013              | —                   | —                   | —                   | —                | —                | —                | —                           | —                           | —                           | 2                  | 0                  | 1                  | 2     | 0     | 1       |
| Internacional     | Total             | 14                  | 0                   | 0                   | 0                | 0                | 0                | 0                           | 0                           | 0                           | 2                  | 0                  | 1                  | 16    | 0     | 1       |
| Sport             | 2013              | 36                  | 7                   | 9                   | 4                | 0                | 0                | 3                           | 0                           | 0                           | 10                 | 2                  | 0                  | 53    | 9     | 9       |
| Sport             | 2024              | 35                  | 2                   | 11                  | 4                | 0                | 0                | —                           | —                           | —                           | 14                 | 1                  | 0                  | 53    | 3     | 11      |
| Sport             | 2025              | 0                   | 0                   | 0                   | 0                | 0                | 0                | 0                           | 0                           | 0                           | 2                  | 0                  | 1                  | 2     | 0     | 1       |
| Sport             | Total             | 71                  | 9                   | 20                  | 8                | 0                | 0                | 3                           | 0                           | 0                           | 26                 | 3                  | 1                  | 108   | 12    | 21      |
| Santos            | 2014              | 35                  | 3                   | 5                   | 10               | 1                | 3                | —                           | —                           | —                           | 4                  | 1                  | 1                  | 49    | 5     | 9       |
| Santos            | 2015              | 31                  | 4                   | 5                   | 11               | 1                | 6                | —                           | —                           | —                           | 18                 | 1                  | 5                  | 60    | 6     | 16      |
| Santos            | 2016              | 25                  | 2                   | 4                   | 5                | 1                | 1                | 0                           | 0                           | 0                           | 18                 | 2                  | 5                  | 48    | 5     | 10      |
| Santos            | 2017              | 25                  | 1                   | 6                   | 4                | 0                | 2                | 8                           | 0                           | 6                           | 8                  | 2                  | 4                  | 45    | 3     | 18      |
| Santos            | 2023              | 35                  | 1                   | 5                   | 6                | 1                | 3                | 5                           | 0                           | 0                           | 4                  | 0                  | 2                  | 50    | 2     | 10      |
| Santos            | Total             | 151                 | 11                  | 25                  | 36               | 4                | 15               | 13                          | 0                           | 6                           | 52                 | 6                  | 17                 | 252   | 21    | 63      |
| Palmeiras         | 2018              | 34                  | 5                   | 2                   | 3                | 0                | 1                | 7                           | 1                           | 0                           | 16                 | 1                  | 6                  | 60    | 7     | 9       |
| Palmeiras         | 2019              | 23                  | 1                   | 4                   | 4                | 0                | 0                | 3                           | 0                           | 0                           | 13                 | 0                  | 0                  | 43    | 1     | 4       |
| Palmeiras         | 2020              | 32                  | 1                   | 2                   | 6                | 0                | 1                | 4                           | 0                           | 0                           | 13                 | 1                  | 2                  | 55    | 2     | 5       |
| Palmeiras         | 2021              | 0                   | 0                   | 0                   | 2                | 0                | 0                | 1                           | 0                           | 0                           | 5                  | 2                  | 0                  | 8     | 2     | 1       |
| Palmeiras         | Total             | 89                  | 7                   | 8                   | 13               | 0                | 2                | 14                          | 1                           | 0                           | 42                 | 4                  | 8                  | 166   | 12    | 18      |
| Fortaleza         | 2021              | 17                  | 1                   | 1                   | 0                | 0                | 0                | 0                           | 0                           | 0                           | —                  | —                  | —                  | 17    | 1     | 1       |
| Fortaleza         | 2022              | 21                  | 0                   | 2                   | 4                | 0                | 0                | 8                           | 0                           | 2                           | 17                 | 0                  | 0                  | 50    | 0     | 4       |
| Fortaleza         | Total             | 38                  | 1                   | 3                   | 4                | 0                | 0                | 8                           | 0                           | 2                           | 17                 | 0                  | 0                  | 67    | 1     | 5       |
| Total na carreira | Total na carreira | 363                 | 29                  | 55                  | 61               | 4                | 17               | 38                          | 1                           | 8                           | 212                | 23                 | 26                 | 681   | 57    | 106     |

- a. ^ Jogos da Copa do Brasil
- b. ^ Jogos da Copa Sul-Americana e Copa Libertadores
- c. ^ Jogos do Campeonato Paulista - Segunda Divisão, Campeonato Paulista - Série A3, Copa Paulista, Campeonato Gaúcho, Campeonato Pernambucano e Campeonato Paulista

### Seleção Brasileira
Abaixo estão listados todos jogos e gols do futebolista pela Seleção Brasileira. Abaixo da tabela, clique em expandir para ver a lista detalhada dos jogos de acordo com a categoria selecionada.
Principal
| Ano   |       |      |         |       |
| Ano   | Jogos | Gols | Assist. | Média |
| ----- | ----- | ---- | ------- | ----- |
| 2015  | 6     | 1    | 0       | 0     |
| 2016  | 6     | 1    | 0       | 0     |
| 2017  | 1     | 0    | 0       | 0     |
| Total | 13    | 2    | 0       | 0     |

|     | Data                  | Local                         | Resultado | Adversário     | Gols | Assist. | Competição                  |
| --- | --------------------- | ----------------------------- | --------- | -------------- | ---- | ------- | --------------------------- |
| 1.  | 5 de setembro de 2015 | Nova Jersey, Estados Unidos   | 1–0       | Costa Rica     | 0    | 0       | Amistoso                    |
| 2.  | 5 de setembro de 2015 | Foxborough, Estados Unidos    | 4–1       | Estados Unidos | 0    | 0       | Amistoso                    |
| 3.  | 5 de setembro de 2015 | Santiago, Chile               | 0–2       | Chile          | 0    | 0       | Elim. Copa do Mundo de 2018 |
| 4.  | 5 de setembro de 2015 | Fortaleza, Brasil             | 3–1       | Venezuela      | 0    | 0       | Elim. Copa do Mundo de 2018 |
| 5.  | 5 de setembro de 2015 | Buenos Aires, Argentina       | 1–1       | Argentina      | 1    | 0       | Elim. Copa do Mundo de 2018 |
| 6.  | 5 de setembro de 2015 | Salvador, Brasil              | 3–0       | Peru           | 0    | 0       | Elim. Copa do Mundo de 2018 |
| 7.  | 25 de março de 2016   | Recife, Brasil                | 2–2       | Uruguai        | 0    | 0       | Elim. Copa do Mundo de 2018 |
| 8.  | 29 de março de 2016   | Assunção, Paraguai            | 2–2       | Paraguai       | 0    | 0       | Elim. Copa do Mundo de 2018 |
| 9.  | 29 de maio de 2016    | Commerce City, Estados Unidos | 2–0       | Panamá         | 0    | 0       | Amistoso                    |
| 10. | 4 de junho de 2016    | Pasadena, Estados Unidos      | 0–0       | Equador        | 0    | 0       | Copa América Centenário     |
| 11. | 8 de junho de 2016    | Orlando, Estados Unidos       | 7–1       | Haiti          | 1    | 0       | Copa América Centenário     |
| 12. | 6 de outubro de 2016  | Natal, Brasil                 | 5–0       | Bolívia        | 0    | 0       | Elim. Copa do Mundo de 2018 |
| 13. | 25 de janeiro de 2017 | Rio de Janeiro, Brasil        | 1–0       | Colômbia       | 0    | 0       | Amistoso                    |

## Títulos
Santos
- Campeonato Paulista: 2015 e 2016

Palmeiras
- Campeonato Brasileiro: 2018
- Florida Cup: 2020
- Campeonato Paulista: 2020
- Copa do Brasil: 2020
- Copa Libertadores da América: 2020 e 2021

Fortaleza
- Campeonato Cearense: 2022
- Copa do Nordeste: 2022

Sport
- Campeonato Pernambucano: 2024 e 2025[30]

### Prêmios individuais
- Melhor meio-campista do Campeonato Pernambucano de 2013
- Melhor Jogador do Campeonato Brasileiro - Série B de 2013
- Seleção do Campeonato Paulista: 2015, 2016 e 2018
- Melhor Jogador da Copa do Brasil de 2015
- Melhor Jogador do Campeonato Paulista: 2016[31]
- Craque da galera do Campeonato Paulista: 2016[32]
- Troféu Mesa Redonda: 2018

### Líder de assistências
- Copa do Brasil de 2023 (3 assistências)
- Campeonato Brasileiro de 2024 - Série B (10 assistências)